# Wannehain

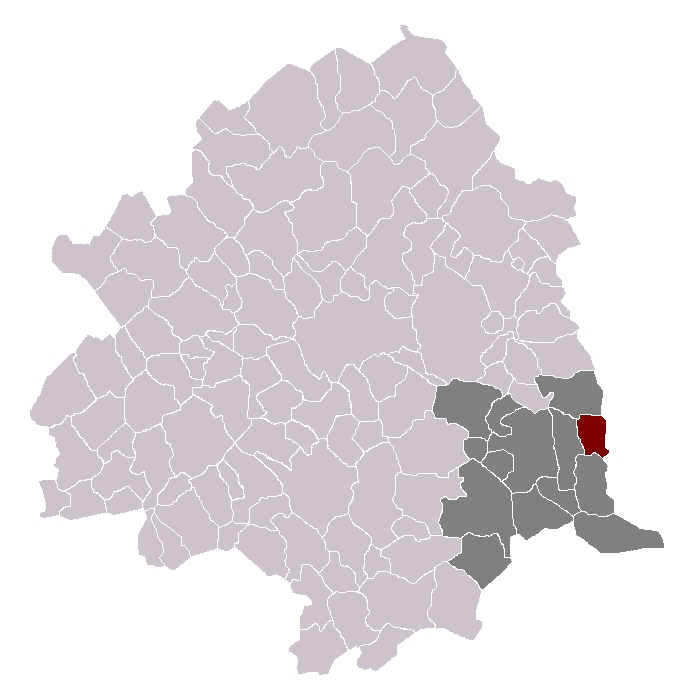
Ubicació de Wannehain dins del cantó i el districte

Wannehain és un municipi francès, situat a la regió dels Alts de França, al departament del Nord. L'any 2006 tenia 905 habitants. Limita al nord amb Camphin-en-Pévèle, a l'est amb Esplechin, al sud-est amb Rumes, al sud amb Bachy i a l'oest amb Bourghelles.

## Demografia
| 1962                                       | 1968 | 1975 | 1982 | 1990 | 1999 | 2006 |
| ------------------------------------------ | ---- | ---- | ---- | ---- | ---- | ---- |
| 421                                        | 484  | 570  | 583  | 742  | 839  | 913  |
| Des de 1962: Població sense dobles comptes |      |      |      |      |      |      |

## Administració
| Període | Identitat         | Partit |
| ------- | ----------------- | ------ |
| 2001-   | Bernard Cocheteux | PS     |